# Coenosia tubericauda
Coenosia tubericauda este o specie de muște din genul Coenosia, familia Muscidae. A fost descrisă pentru prima dată de Fritz Isidore van Emden în anul 1956.
Este endemică în Rwanda. Conform Catalogue of Life specia Coenosia tubericauda nu are subspecii cunoscute.